# Mary Kelly (författare)
Mary Theresa Kelly, född 28 december 1927 i London, död 2017, var en brittisk (skotsk) författare av kriminallitteratur. Hon avslutade sina studier vid University of Edinburgh 1951 och gifte sig med Dennis Charles Kelly 1950.

### Serien om inspektör Brett Nightingale
- A Cold Coming (1956)
- Dead Man's Riddle (1957)
- The Christmas Egg (1958)

### Andra romaner
- The Spoilt Kill (1961)
- Due to a Death (1962) (Titel i USA: The Dead of Summer)
- March to the Gallows (1964)
- The Dead Corse (1966)
- Write on Both Sides of the Paper (1969)
- The Twenty-Fifth Hour (1971)
- That Girl in the Alley (1974)

### Utgivet på svenska
- Fallgropen 1962
- Blodsband 1964
- Till galgen 1966
- Kallt stål 1969

## Priser och utmärkelser
- The Gold Dagger 1961 för The Spoilt Kill